# Cystorchis macrophysa
Cystorchis macrophysa är en orkidéart som beskrevs av Rudolf Schlechter. Cystorchis macrophysa ingår i släktet Cystorchis, och familjen orkidéer. Inga underarter finns listade i Catalogue of Life.